# Акчуріни
Акчуріни, татарський княжий рід.
Акчуріни володіли землями у мордовському краї (Темниковський, Кодимський, Шацький повіти). Походили від золотоординського князя Саїд-Ахмета та його нащадка князя Бихана. Зафіксовані серед служивих темниковських мурз. На початку 18 сторіччя Ачкуріних переведено у Оренбуржжя. У 1880-ті роки частина роду відновлена у дворянській гідності. Серед них — 63 мурзи з Краснослобідського повіту. Згодом частина князів роду Акчуріних перейшла в розряд купецтва, заснувавши декілька сукновальних фабрик у Симбірській губернії.

## Представники Акчуріних
Родоначальник князів Акчуріних був Акчура. Згаданий в 1509 року у жалуваній грамоті великого князя московського Василя III. Княжив на конялській мордві.
Ізекей названий серед служивих темниковських мурз. У 1577 році за участь у Лівонському поході московський цар Іван Грозний подарував йому землі у Мещері.
Сафар, Ішалей, Асані Сюнбай згадані в документах 2-й половини 17 сторіччя, як власники декількох сіл у Темниковському повіті.

## Генетика
Дослідження ДНК Y-хромосоми представників князів Акчуріних, Кудашевих, Дашкіних і Кашаєвих, що мають загального предка по чоловічій лінії (Беханіди), виявило у них гаплогрупи J2b2.